# 東亞銀行（中國）
東亞銀行（中國）有限公司，简称东亚中国，為中華人民共和國註冊的第一批外資銀行之一，母公司為香港東亞銀行。总部位于上海市浦東新區陸家嘴东亚银行金融大厦。現時東亞銀行（中國）于中國内地在上海、深圳、厦门、寧波、广州、濟南、珠海、大连、西安、北京、成都、杭州、重庆、青岛、沈阳、武汉、南京、天津、乌鲁木齐、合肥、昆明，汕頭等44个城市已设立逾110个网点。

## 歷史

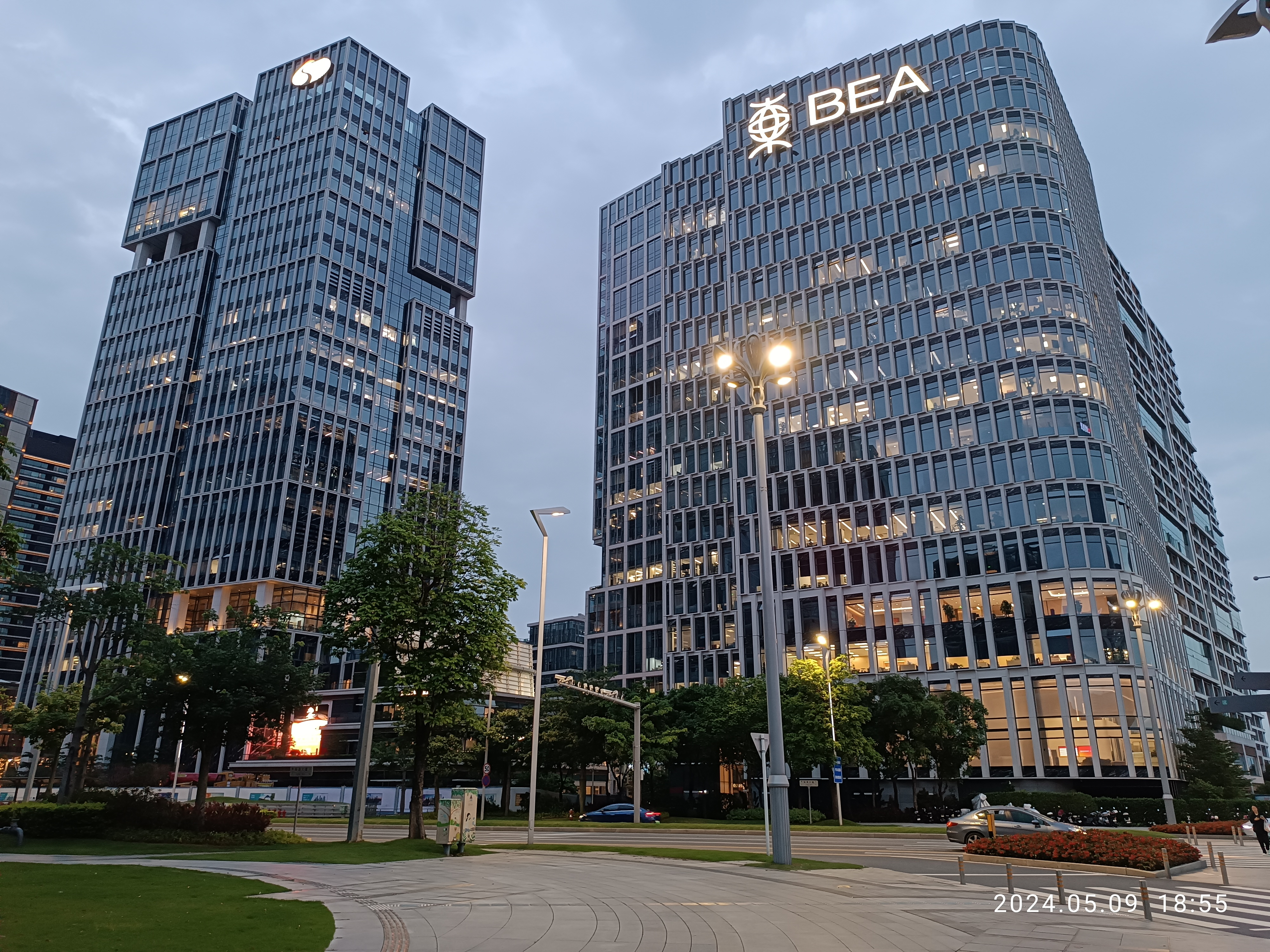
位于前海嘉里中心的东亚银行大湾区业务中心及深圳分行

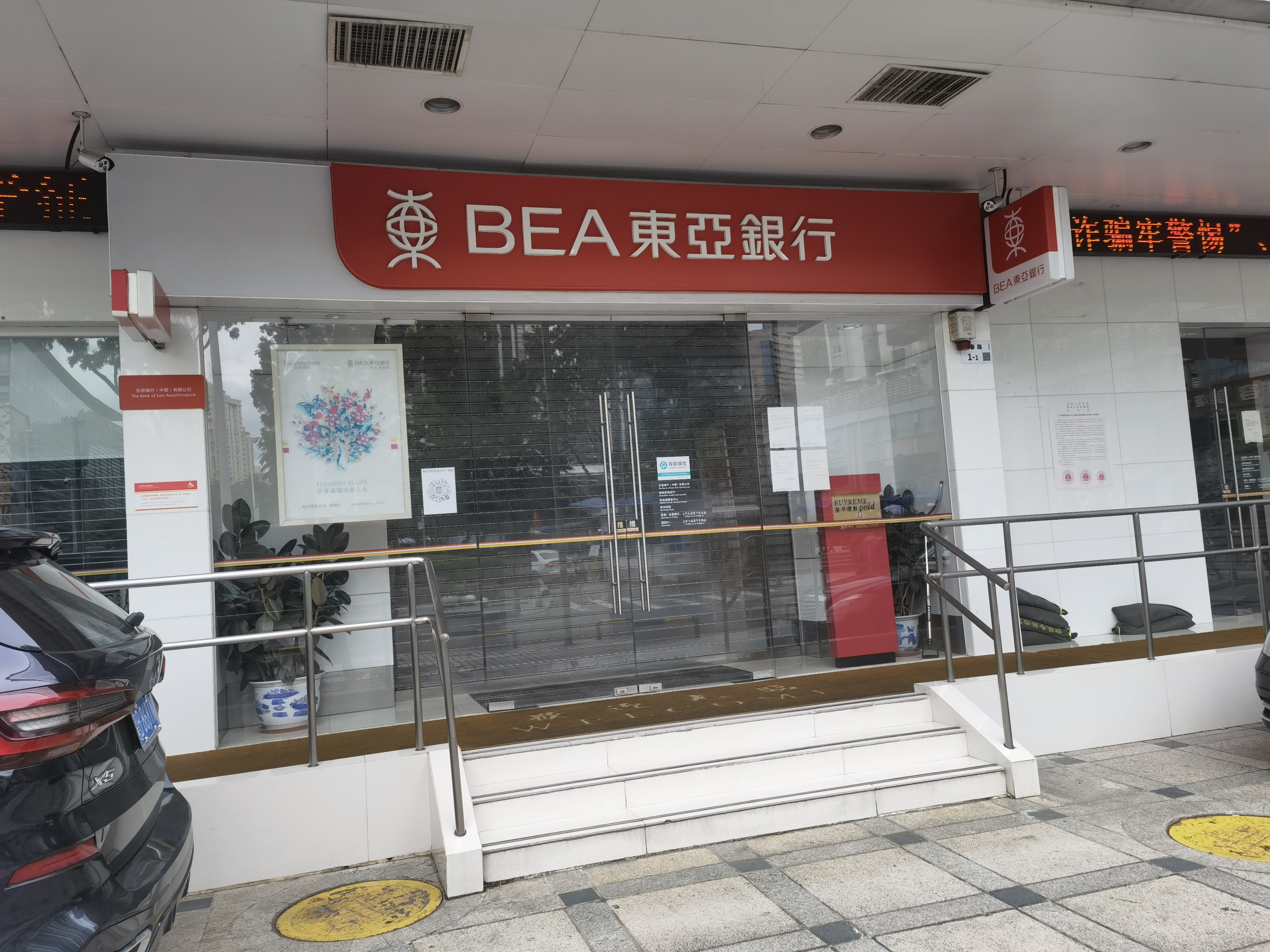
东亚银行深圳罗湖支行

早于1920年，东亚银行已看准国内市场庞大的发展潜力，于上海成立首间分行，多年来从未间断在国内的业务。東亞銀行在國內業務的發展包括：
- 1979年：成立中国第一間中外合资企业─北京航空食品有限公司；同年亦与中国银行达成协议，引进外币信用卡结算服务。
- 1986年：成立国内第一間中外合资财务公司─中国国际财务有限公司（深圳），提供批发银行业务。
- 1988年：率先在国内提供房地产抵押贷款服务。
- 1991年：成立首家在经济特区以外的中外合资财务公司─上海国际财务有限公司，提供全面的批发银行业务。
- 1995年：获《欧洲货币》杂志评为「中国最佳外资银行」。
- 1998年：成为首批获准于国内经营人民币业务的外资银行之一。
- 2002年：成为首批获准经营全面外汇业务的外资银行之一，服务对象包括国内居民和企业；同年亦成为首间获准于国内推出网上银行服务的外资银行
- 2005年：成为首批获准代理一般保险产品及人寿保险产品的外资银行之一。
- 2006年：成为首批获得中国银监会发予合资格境内机构投资者资格（QDII）的外资银行之一，及首间获得QDII外汇额度，可以全面开展QDII业务的外资银行。
- 2008年：成为中国内地首家发行银联标准人民币借记卡（Debit Card）的外资银行。
- 2008年12月23日：成为中国内地首家发行银联标准人民币贷记卡的外资银行。
- 2011年4月：成为中国内地首家发行Visa标准美元卡的外资银行。

從2006年12月11日起，中華人民共和國向外資銀行開放對中國境內公民的人民幣業務，並取消開展業務的地域限制以及其他非審慎性限制。東亞銀行隨即向中國銀監會提交在中國內地註冊及人民幣業務牌照的申請；2007年4月2日，東亞銀行中國分行轉移至在當地註冊成立的東亞銀行（中國）有限公司，總行位於上海浦東。
- 經國家銀監部門批准，東亞銀行（中國）寧波分行2013年1月21日在寧波市鄞州區正式開業，這也是鄞州區第一家外資銀行。

2014年2月19日東亞銀行向旗下的東亞中國，額外注入20億元人民幣資本金，以促進內地業務的拓展。於注資後，東亞中國的註冊資本金，將由80億元人民幣，提高至100億元人民幣。
2022年，受中國內地房地產債務問題影響，銀行須大幅增加貸款減值撥備，導致淨利潤僅錄得200萬元。